# Departur
Departur (departure, eg. avvikelse), medelparallellens längd uttryckt i nautiska mil (distansminuter, sjömil) mellan två platsers meridianer. Departuren uttrycker således hur mycket väster eller öster två platser ligger om varandra.